# エリィのアクション
『エリィのアクション』（Eryi's Action）は、インディーズゲーム制作チームXTAL SWORDによるWindows用のアクションゲーム。2011年6月6日にダウンロード販売サイトDLsite.comにおいて発売され、その後PLAYISMやDiGiket.comにおいてもダウンロード販売が開始されている。パッケージ版の販売が行われたこともあるが、あまり流通していないという。2013年11月20日にはNyu Mediaによる英語訳版がSteamにおいて公開されている。
本作はXTAL SWORDのプログラマー・ちくの作品『しょぼんのアクション』の「コンセプトをそのままに」製作した作品とされる。本項では『しょぼんのアクション』についても解説する。

## 概要
妖精エリィを主人公とする横スクロールアクションゲームであり、エリィはダッシュやジャンプのほか物を持ち上げて投げることができる。ステージ中に存在するセーブポイントの旗まで到達すると、ミスとなった際にはその地点から復活し再開となる。またミスによって残機がなくなってもゲームオーバーにはならず、残機はマイナスの値で表示される。このため、プレイヤーがゲームを辞めることがゲームオーバーとなる。
ストーリーはエリィが妖精ファータに奪われたメロンを取り返すために冒険するというものであり、エリィの家からゲームが開始される。
本作のシステムはシンプルである一方、ステージ内の仕掛けが非常に多く、たとえば、1面をスタートした直後にキャラクターが即死するトラップが発動する。また、同じ場面でも、仕掛けの内容が変化するため、前述した1面のトラップの場合、天井からたらいが落ちてくることもある。
ジャンルは「すぐやられるアクション」とされ、キャッチコピーは「最低のトラップ 最高の手ごたえ」となっている。
『しょぼんのアクション』（後述）の作者であるちくが「販売できるような形で改めて作成したいと思って」いたこともあって、XTAL SWORDの処女作には「すぐにやられてしまうアクション」というコンセプトが選ばれたという。本作は「レベルデザイン性」を徹底した作品とされ、「高難易度化は、滅びの道をたどってしまう」との考えに基づき「頑張れば、ノーマルはちゃんと全部クリアできる設計」を意図したとされる。また「世界デザイン」はスプラッターアニメ『Happy Tree Friends』の影響を受けており、「キュートな世界観に、邪悪な鬼畜さという対極を表現」することを目指したという。

## 登場キャラクター
（出典：）
エリィ
草の妖精。前向きで明るい性格。妖精の中でも弱い方であるが、回復力は強く復活が早い。本作の主人公。
ファータ
闇の妖精。いたずら好きで腹黒いうえ、強い魔力を持つ。エリィのことが好き。本作の最終ボス。
ケロ太
カエルのような姿をした宇宙人達。話すことはできるが、本作ではセリフがない。
フェリス
水色の髪を持つ魔法使いの少女。エリィを持ち上げることができる。

## その他
XTAL SWORDは作品のキャラクターや設定について、同人活動の場合には無許可で利用してかまわないとしている。またプレイ動画のアップロードについては、規約を順守することを条件に容認している。なお本作のキャラクターが登場する「姉妹作品」の落ち物パズルゲーム『マギポン!』が2013年4月2日に発売されている。
また『エリィのアクション BGM集』がニコニコ動画に投稿されている。

## 評価
窓の杜のコーナー「週末ゲーム」では「往年の海外製アクションゲームの理不尽さを彷彿させる」作品であり、「グラフィック、音楽ともに水準は高く、操作性も良好」と評されている。また4gamer.netのコーナー「インディーズゲームの小部屋」では、「キュートなドット絵と、見た目とは裏腹にもほどがある極悪なトラップの数々が特徴の作品」として紹介されている。

## しょぼんのアクション
『しょぼんのアクション』は、2007年にフリーウェアとして公開されたスーパーマリオブラザーズのクローンゲーム。なお、コースやアイテム等の配置が原作:スーパーマリオブラザーズに非常に似ているが、プレイヤーにおいてメリットである物(アイテム等)が、殆ど、デメリットである物に変えられているため、原作をやり込んだ者ほど、クリアに苦しむゲームとなっている。
また、作者ちくが大学祭に出品したゲームがもとになっており、2007年11月4日にニコニコ動画へ投稿したところ人気があったために、新たなステージを追加して同年12月頃にフリーゲームとして公開した。
その後インターネット上で話題となり、日本国外では"Syobon Action"や''Cat Mario''と呼ばれている。iPhone/Android版である『しょぼんのアクションオリジナル』も公開されており、「凶悪なトラップが多く難易度は高め」な「死にゲー」とされる。なお独自のステージを作成できる『しょぼんメイカー』も公開されていた。
作者のちくは影響を受けた作品としてFlashゲーム『人生オワタの大冒険』や、漫画『ぼのぼの』に登場するしまっちゃうおじさん、パソコンゲーム『シャドウゲイト』を挙げている。
また、同作のBGMには、当時クソゲーとして流行していた『チーターマン』の楽曲があしらわれた。